# Phạm Đình Phú
Phạm Đình Phú (1948-2017) là một cựu chính khách Việt Nam. Ông từng là đại biểu Quốc hội Việt Nam khóa 11, thuộc đoàn đại biểu Hưng Yên. Ông từng giữ các chức vụ Chủ tịch Hội đồng nhân dân, Chủ tịch Ủy ban nhân dân, Bí thư Tỉnh ủy Hưng Yên.